# Belgien i Eurovision Song Contest
Belgien har deltaget 50 gange siden deres debut i Eurovision Song Contest i 1956. Belgien var med i den første konkurrence i 1956, med sangeren Fud Leclerc og sangerinden Mony Marc, der hver sang 1 sang i konkurrencen.
Belgien har 2 officielle sprog nemlig nederlandsk og fransk. Derfor skiftes de to public service-kanaler fra begge sprogområder i Belgien til at sende en deltager til ESC. RTBF er den vallonske (fransksprogede) TV-station og VRT er den flamske (nederlandsksprogede). Selvom det i dag er tilladt at synge på hvilket som helst sprog, skiftes de 2 stationer stadig om at deltage i ESC.
Belgien er blevet spået vindere flere gange, men har kun vundet 1 gang i 1986 med den kun 13-årige Sandra Kim og sangen J'aime la vie.

## Repræsentanter
Nøgle
     Vinder
     Anden plads
     Tredje plads
     Sidste plads
     Deltager valgt, men konkurrerede ikke
| År                 | Kunstner                      | Sang                              | Sprog                      | Oversættelse                     | Finale             | Point              | Semi                        | Point                       |
| ------------------ | ----------------------------- | --------------------------------- | -------------------------- | -------------------------------- | ------------------ | ------------------ | --------------------------- | --------------------------- |
| 1956               | Fud Leclerc                   | "Messieurs les noyés de la Seine" | Fransk                     | De druknede mænd i Seinen        | NA                 | NA                 | Ingen semifinaler           | Ingen semifinaler           |
| 1956               | Mony Marc                     | "Le plus beau jour de ma vie"     | Fransk                     | Den smukkeste dag i mit liv      | NA                 | NA                 | Ingen semifinaler           | Ingen semifinaler           |
| 1957               | Bobbejaan Schoepen            | "Straatdeuntje"                   | Hollandsk                  | Gademelodi                       | 8                  | 5                  | Ingen semifinaler           | Ingen semifinaler           |
| 1958               | Fud Leclerc                   | "Ma petite chatte"                | Fransk                     | Min lille skat                   | 5                  | 8                  | Ingen semifinaler           | Ingen semifinaler           |
| 1959               | Bob Benny                     | "Hou toch van mij"                | Hollandsk                  | Elsker du mig                    | 6                  | 9                  | Ingen semifinaler           | Ingen semifinaler           |
| 1960               | Fud Leclerc                   | "Mon amour pour toi"              | Fransk                     | Min kærlighed for dig            | 6                  | 9                  | Ingen semifinaler           | Ingen semifinaler           |
| 1961               | Bob Benny                     | "September, gouden roos"          | Hollandsk                  | September, Gyldne rose           | 15                 | 1                  | Ingen semifinaler           | Ingen semifinaler           |
| 1962               | Fud Leclerc                   | "Ton nom"                         | Fransk                     | Dit navn                         | 13                 | 0                  | Ingen semifinaler           | Ingen semifinaler           |
| 1963               | Jacques Raymond               | "Waarom"                          | Hollandsk                  | Hvorfor                          | 10                 | 4                  | Ingen semifinaler           | Ingen semifinaler           |
| 1964               | Robert Cogoi                  | "Près de ma rivière"              | Fransk                     | Tæt på min flod                  | 10                 | 2                  | Ingen semifinaler           | Ingen semifinaler           |
| 1965               | Lize Marke                    | "Als het weer lente is"           | Hollandsk                  | Når det er forår igen            | 15                 | 0                  | Ingen semifinaler           | Ingen semifinaler           |
| 1966               | Tonia                         | "Un peu de poivre, un peu de sel" | Fransk                     | En smule salt, en smule peber    | 4                  | 14                 | Ingen semifinaler           | Ingen semifinaler           |
| 1967               | Louis Neefs                   | "Ik heb zorgen"                   | Hollandsk                  | Jeg har bekymringer              | 7                  | 8                  | Ingen semifinaler           | Ingen semifinaler           |
| 1968               | Claude Lombard                | "Quand tu reviendras"             | Fransk                     | Når du kommer tilbage            | 7                  | 8                  | Ingen semifinaler           | Ingen semifinaler           |
| 1969               | Louis Neefs                   | "Jennifer Jennings"               | Hollandsk                  | —                                | 7                  | 10                 | Ingen semifinaler           | Ingen semifinaler           |
| 1970               | Jean Vallée                   | "Viens l'oublier"                 | Fransk                     | Kom til at glemme ham            | 8                  | 5                  | Ingen semifinaler           | Ingen semifinaler           |
| 1971               | Lily Castel & Jacques Raymond | "Goeiemorgen, morgen"             | Hollandsk                  | Godmorgen, morgen                | 14                 | 68                 | Ingen semifinaler           | Ingen semifinaler           |
| 1972               | Serge & Christine Ghisoland   | "À la folie ou pas du tout"       | Fransk                     | Med passion eller slet ikke      | 17                 | 55                 | Ingen semifinaler           | Ingen semifinaler           |
| 1973               | Nicole Josy & Hugo Sigal      | "Baby, Baby"                      | Fransk, hollandsk, engelsk | Skat, skat                       | 17                 | 58                 | Ingen semifinaler           | Ingen semifinaler           |
| 1974               | Jacques Hustin                | "Fleur de liberté"                | Fransk                     | Frihedens blomst                 | 9                  | 10                 | Ingen semifinaler           | Ingen semifinaler           |
| 1975               | Ann Christy                   | "Gelukkig zijn"                   | Hollandsk, engelsk         | Være glad                        | 15                 | 17                 | Ingen semifinaler           | Ingen semifinaler           |
| 1976               | Pierre Rapsat                 | "Judy et Cie"                     | Fransk                     | Judy og Co.                      | 8                  | 68                 | Ingen semifinaler           | Ingen semifinaler           |
| 1977               | Dream Express                 | "A Million in One, Two, Three"    | Engelsk                    | En million i et, to, tre         | 7                  | 69                 | Ingen semifinaler           | Ingen semifinaler           |
| 1978               | Jean Vallée                   | "L'amour ça fait chanter la vie"  | Fransk                     | Kærlighed får livet til at synge | 2                  | 125                | Ingen semifinaler           | Ingen semifinaler           |
| 1979               | Micha Marah                   | "Hey Nana"                        | Hollandsk                  | Hej Nana                         | 18                 | 5                  | Ingen semifinaler           | Ingen semifinaler           |
| 1980               | Telex                         | "Euro-Vision"                     | Fransk                     | —                                | 17                 | 14                 | Ingen semifinaler           | Ingen semifinaler           |
| 1981               | Emily Starr                   | "Samson"                          | Hollandsk                  | —                                | 13                 | 40                 | Ingen semifinaler           | Ingen semifinaler           |
| 1982               | Stella                        | "Si tu aimes ma musique"          | Fransk                     | Hvis du elsker min musik         | 4                  | 96                 | Ingen semifinaler           | Ingen semifinaler           |
| 1983               | Pas de Deux                   | "Rendez-vous"                     | Hollandsk                  | —                                | 18                 | 13                 | Ingen semifinaler           | Ingen semifinaler           |
| 1984               | Jacques Zegers                | "Avanti va vie"                   | Fransk                     | Fremad i livet                   | 5                  | 70                 | Ingen semifinaler           | Ingen semifinaler           |
| 1985               | Linda Lepomme                 | "Laat me nu gaan"                 | Hollandsk                  | Lad mig nu gå                    | 19                 | 7                  | Ingen semifinaler           | Ingen semifinaler           |
| 1986               | Sandra Kim                    | "J'aime la vie"                   | Fransk                     | Jeg elsker livet                 | 1                  | 176                | Ingen semifinaler           | Ingen semifinaler           |
| 1987               | Liliane St. Pierre            | "Soldiers of Love                 | Hollandsk, engelsk         | Kærlighedens soldater            | 11                 | 56                 | Ingen semifinaler           | Ingen semifinaler           |
| 1988               | Reynaert                      | "Laissez briller le soleil"       | Fransk                     | Lad solen skinne                 | 18                 | 5                  | Ingen semifinaler           | Ingen semifinaler           |
| 1989               | Ingeborg                      | "Door de wind"                    | Hollandsk                  | Gennem vinden                    | 19                 | 13                 | Ingen semifinaler           | Ingen semifinaler           |
| 1990               | Philippe Lafontaine           | "Macédomienne"                    | Fransk                     | Kvindelig makedonier             | 12                 | 46                 | Ingen semifinaler           | Ingen semifinaler           |
| 1991               | Clouseau                      | "Geef het op"                     | Hollandsk                  | Giv det op                       | 16                 | 23                 | Ingen semifinaler           | Ingen semifinaler           |
| 1992               | Morgane                       | "Nous on veut des violons"        | Fransk                     | Vi vil have violiner             | 20                 | 11                 | Ingen semifinaler           | Ingen semifinaler           |
| 1993               | Barbara Dex                   | "Iemand als jij"                  | Hollandsk                  | Nogen som dig                    | 25                 | 3                  | Kvalifikacija za Millstreet | Kvalifikacija za Millstreet |
| Deltog ikke i 1994 |                               |                                   |                            |                                  |                    |                    |                             |                             |
| 1995               | Frédéric Etherlinck           | "La voix est libre"               | Fransk                     | Stemmen er fri                   | 20                 | 8                  | Ingen semifinaler           | Ingen semifinaler           |
| 1996               | Lisa del Bo                   | "Liefde is een kaartspel"         | Hollandsk                  | Kærlighed er et kortspil         | 16                 | 22                 | 12                          | 45                          |
| Deltog ikke i 1997 |                               |                                   |                            |                                  |                    |                    |                             |                             |
| 1998               | Melanie Cohl                  | "Dis oui"                         | Fransk                     | Sig ja                           | 6                  | 122                | Ingen semifinaler           | Ingen semifinaler           |
| 1999               | Vanessa Chinitor              | "Like the Wind"                   | Engelsk                    | Som vinden                       | 12                 | 38                 | Ingen semifinaler           | Ingen semifinaler           |
| 2000               | Nathallie Sorce               | "Envie de vivre"                  | Fransk                     | Viljen til at leve               | 24                 | 2                  | Ingen semifinaler           | Ingen semifinaler           |
| Deltog ikke i 2001 |                               |                                   |                            |                                  |                    |                    |                             |                             |
| 2002               | Sergio & The Ladies           | "Sister"                          | Engelsk                    | Søster                           | 13                 | 33                 | Ingen semifinaler           | Ingen semifinaler           |
| 2003               | Urban Trad                    | "Sanomi"                          | Kunstsprog                 | —                                | 2                  | 165                | Ingen semifinaler           | Ingen semifinaler           |
| 2004               | Xandee                        | "1 Life"                          | Engelsk                    | 1 liv                            | 22                 | 7                  | Top 10 året før             | Top 10 året før             |
| 2005               | Nuno Resende                  | "Le grand soir"                   | Fransk                     | Den store aften                  | Ikke kvalificeret  | Ikke kvalificeret  | 22                          | 29                          |
| 2006               | Kate Ryan                     | "Je t'adore"                      | Fransk, engelsk            | Jeg beundrer dig                 | Ikke kvalificeret  | Ikke kvalificeret  | 12                          | 69                          |
| 2007               | The KMG's                     | "Love Power"                      | Engelsk                    | Kærlighedskraft                  | Ikke kvalificeret  | Ikke kvalificeret  | 26                          | 14                          |
| 2008               | Ishtar                        | "O Julissi"                       | Kunstsprog                 | —                                | Ikke kvalificeret  | Ikke kvalificeret  | 17                          | 16                          |
| 2009               | Copycat                       | "Copycat"                         | Engelsk                    | —                                | Ikke kvalificeret  | Ikke kvalificeret  | 17                          | 1                           |
| 2010               | Tom Dice                      | "Me and My Guitar"                | Engelsk                    | Mig og min guitar                | 6                  | 143                | 1                           | 167                         |
| 2011               | Witloof Bay                   | "With Love Baby"                  | Engelsk                    | Med kærlighed skat               | Ikke kvalificeret  | Ikke kvalificeret  | 11                          | 53                          |
| 2012               | Iris                          | "Would You"                       | Engelsk                    | Ville du                         | Ikke kvalificeret  | Ikke kvalificeret  | 17                          | 16                          |
| 2013               | Roberto Bellarosa             | "Love Kills"                      | Engelsk                    | Kærligheden dræber               | 12                 | 71                 | 5                           | 75                          |
| 2014               | Axel Hirsoux                  | "Mother"                          | Engelsk                    | Mor                              | Ikke kvalificeret  | Ikke kvalificeret  | 14                          | 28                          |
| 2015               | Loïc Nottet                   | "Rhythm Inside"                   | Engelsk                    | Rytme indeni                     | 4                  | 217                | 2                           | 149                         |
| 2016               | Laura Tesoro                  | "What's The Pressure"             | Engelsk                    | Hvad er presset                  | 10                 | 181                | 3                           | 274                         |
| 2017               | Blanche                       | "City Lights"                     | Engelsk                    | Byens lys                        | 4                  | 363                | 4                           | 165                         |
| 2018               | Sennek                        | ''A matter of time''              | Engelsk                    | Et spørgsmål om tid              | Ikke kvalificeret  | Ikke kvalificeret  | 12                          | 91                          |
| 2019               | Eliot                         | "Wake Up"                         | Engelsk                    | Vågn op                          | Ikke kvalificeret  | Ikke kvalificeret  | 13                          | 70                          |
| 2020               | Hooverphonic                  | "Release Me"                      | Engelsk                    | Slip mig fri                     | Konkurrence aflyst | Konkurrence aflyst | Konkurrence aflyst          | Konkurrence aflyst          |
| 2021               | Hooverphonic                  | "The Wrong Place"                 | Engelsk                    | Det forkerte sted                | 19                 | 74                 | 9                           | 117                         |
| 2022               | Jérémie Makiese               | "Miss You"                        | Engelsk                    | Savner dig                       | 19                 | 64                 | 8                           | 151                         |
| 2023               | Gustaph                       | "Because of You"                  | Engelsk                    | På grund af dig                  | 7                  | 182                | 8                           | 90                          |
| 2024               | Mustii                        | "Before the Party's Over"         | Engelsk                    | Før festen er slut               | Ikke kvalificeret  | Ikke kvalificeret  | 13                          | 18                          |
| 2025               | Red Sebastian                 | "Strobe Lights"                   | Engelsk                    | Strobelys                        | Ikke kvalificeret  | Ikke kvalificeret  | 14                          | 23                          |

## Pointstatistik (1956-2025)

### Flest point til og fra - top 5
NB: Kun point givet i finalerne er talt med.
| Belgien har givet flest point til | Belgien har givet flest point til | Belgien har givet flest point til |
| Placering                         | Land                              | Point                             |
| --------------------------------- | --------------------------------- | --------------------------------- |
| 1                                 | Frankrig                          | 228                               |
| 2                                 | Storbritannien                    | 205                               |
| 3                                 | Holland                           | 204                               |
| =                                 | Sverige                           | 204                               |
| 5                                 | Tyskland                          | 178                               |

| Belgien har modtaget flest point fra | Belgien har modtaget flest point fra | Belgien har modtaget flest point fra |
| Placering                            | Land                                 | Point                                |
| ------------------------------------ | ------------------------------------ | ------------------------------------ |
| 1                                    | Holland                              | 189                                  |
| 2                                    | Frankrig                             | 147                                  |
| 3                                    | Irland                               | 127                                  |
| =                                    | Portugal                             | 127                                  |
| 5                                    | Storbritannien                       | 120                                  |

### 12 point til og fra
NB: Kun 12 point givet i finalerne siden er talt med.
| Belgien har modtaget 12 point fra | Belgien har modtaget 12 point fra                    | Belgien har modtaget 12 point fra |
| År                                | Jury                                                 | Televoting                        |
| --------------------------------- | ---------------------------------------------------- | --------------------------------- |
| 1976                              | Finland                                              | Ingen separat televoting          |
| 1977                              | Holland                                              | Ingen separat televoting          |
| 1978                              | Frankrig, Grækenland, Irland, Monaco, Storbritannien | Ingen separat televoting          |
| 1984                              | Frankrig, Luxembourg                                 | Ingen separat televoting          |
| 1986                              | Finland, Frankrig, Irland, Portugal, Tyrkiet         | Ingen separat televoting          |
| 1996                              | Spanien                                              | Ingen separat televoting          |
| 1998                              | Polen                                                | Ingen separat televoting          |
| 2003                              | Frankrig, Polen, Spanien                             | Ingen separat televoting          |
| 2010                              | Tyskland                                             | Ingen separat televoting          |
| 2013                              | Holland                                              | Ingen separat televoting          |
| 2015                              | Frankrig, Holland, Ungarn                            | Ingen separat televoting          |
| 2016                              | Australien, Irland                                   | Australien, Holland               |
| 2017                              | Irland                                               | Estland, Letland, Polen, Sverige  |
| 2023                              | Australien, Georgien, Grækenland                     | Modtog ikke 12 point              |

| Belgien har givet 12 point til | Belgien har givet 12 point til | Belgien har givet 12 point til |
| År                             | Jury                           | Televoting                     |
| ------------------------------ | ------------------------------ | ------------------------------ |
| 1975                           | Irland                         | Ingen separat televoting       |
| 1976                           | Storbritannien                 | Ingen separat televoting       |
| 1977                           | Storbritannien                 | Ingen separat televoting       |
| 1978                           | Israel                         | Ingen separat televoting       |
| 1979                           | Spanien                        | Ingen separat televoting       |
| 1980                           | Irland                         | Ingen separat televoting       |
| 1981                           | Danmark                        | Ingen separat televoting       |
| 1982                           | Schweiz                        | Ingen separat televoting       |
| 1983                           | Jugoslavien                    | Ingen separat televoting       |
| 1984                           | Irland                         | Ingen separat televoting       |
| 1985                           | Norge                          | Ingen separat televoting       |
| 1986                           | Schweiz                        | Ingen separat televoting       |
| 1987                           | Irland                         | Ingen separat televoting       |
| 1988                           | Storbritannien                 | Ingen separat televoting       |
| 1989                           | Østrig                         | Ingen separat televoting       |
| 1990                           | Storbritannien                 | Ingen separat televoting       |
| 1991                           | Schweiz                        | Ingen separat televoting       |
| 1992                           | Storbritannien                 | Ingen separat televoting       |
| 1993                           | Storbritannien                 | Ingen separat televoting       |
| 1995                           | Spanien                        | Ingen separat televoting       |
| 1996                           | Storbritannien                 | Ingen separat televoting       |
| 1998                           | Holland                        | Ingen separat televoting       |
| 1999                           | Holland                        | Ingen separat televoting       |
| 2000                           | Letland                        | Ingen separat televoting       |
| 2002                           | Spanien                        | Ingen separat televoting       |
| 2003                           | Tyrkiet                        | Ingen separat televoting       |
| 2004                           | Tyrkiet                        | Ingen separat televoting       |
| 2005                           | Grækenland                     | Ingen separat televoting       |
| 2006                           | Armenien                       | Ingen separat televoting       |
| 2007                           | Tyrkiet                        | Ingen separat televoting       |
| 2008                           | Armenien                       | Ingen separat televoting       |
| 2009                           | Tyrkiet                        | Ingen separat televoting       |
| 2010                           | Grækenland                     | Ingen separat televoting       |
| 2011                           | Frankrig                       | Ingen separat televoting       |
| 2012                           | Sverige                        | Ingen separat televoting       |
| 2013                           | Holland                        | Ingen separat televoting       |
| 2014                           | Østrig                         | Ingen separat televoting       |
| 2015                           | Sverige                        | Ingen separat televoting       |
| 2016                           | Australien                     | Polen                          |
| 2017                           | Sverige                        | Portugal                       |
| 2018                           | Østrig                         | Holland                        |
| 2019                           | Italien                        | Holland                        |
| 2021                           | Schweiz                        | Frankrig                       |
| 2022                           | Storbritannien                 | Ukraine                        |
| 2023                           | Østrig                         | Finland                        |
| 2024                           | Frankrig                       | Israel                         |
| 2025                           | Østrig                         | Israel                         |

### Flest point til og fra - alle lande
NB: Kun point givet i finalerne er talt med.
| Belgien har givet point til | Belgien har givet point til | Belgien har givet point til |
| Placering                   | Land                        | Point                       |
| --------------------------- | --------------------------- | --------------------------- |
| 1                           | Frankrig                    | 228                         |
| 2                           | Storbritannien              | 205                         |
| 3                           | Holland                     | 204                         |
| =                           | Sverige                     | 204                         |
| 5                           | Tyskland                    | 178                         |
| 6                           | Irland                      | 170                         |
| 7                           | Schweiz                     | 169                         |
| 8                           | Italien                     | 167                         |
| 9                           | Spanien                     | 163                         |
| 10                          | Israel                      | 153                         |
| 11                          | Norge                       | 149                         |
| 12                          | Østrig                      | 136                         |
| 13                          | Grækenland                  | 109                         |
| 14                          | Tyrkiet                     | 108                         |
| 15                          | Danmark                     | 90                          |
| 16                          | Luxembourg                  | 77                          |
| =                           | Portugal                    | 77                          |
| 18                          | Ukraine                     | 70                          |
| 19                          | Finland                     | 64                          |
| 20                          | Armenien                    | 63                          |
| =                           | Jugoslavien                 | 63                          |
| 22                          | Island                      | 58                          |
| =                           | Malta                       | 58                          |
| 24                          | Rusland                     | 56                          |
| 25                          | Cypern                      | 54                          |
| 26                          | Monaco                      | 40                          |
| =                           | Polen                       | 40                          |
| 28                          | Bulgarien                   | 39                          |
| =                           | Letland                     | 39                          |
| 30                          | Rumænien                    | 38                          |
| 31                          | Australien                  | 35                          |
| 32                          | Aserbajdsjan                | 30                          |
| 33                          | Albanien                    | 29                          |
| 34                          | Estland                     | 26                          |
| =                           | Kroatien                    | 26                          |
| 36                          | Moldova                     | 24                          |
| 37                          | Georgien                    | 18                          |
| =                           | Serbien                     | 18                          |
| 39                          | Tjekkiet                    | 16                          |
| 40                          | Ungarn                      | 15                          |
| 41                          | Litauen                     | 11                          |
| 42                          | Bosnien-Hercegovina         | 8                           |
| 43                          | Slovenien                   | 4                           |
| 44                          | Serbien og Montenegro       | 3                           |
| 45                          | Andorra                     | 0                           |
| =                           | Hviderusland                | 0                           |
| =                           | Marokko                     | 0                           |
| =                           | Montenegro                  | 0                           |
| =                           | Nordmakedonien              | 0                           |
| =                           | San Marino                  | 0                           |
| =                           | Slovakiet                   | 0                           |

| Belgien har modtaget point fra | Belgien har modtaget point fra | Belgien har modtaget point fra |
| Placering                      | Land                           | Point                          |
| ------------------------------ | ------------------------------ | ------------------------------ |
| 1                              | Holland                        | 189                            |
| 2                              | Frankrig                       | 147                            |
| 3                              | Irland                         | 127                            |
| =                              | Portugal                       | 127                            |
| 5                              | Storbritannien                 | 120                            |
| 6                              | Spanien                        | 116                            |
| 7                              | Tyskland                       | 113                            |
| 8                              | Finland                        | 100                            |
| 9                              | Norge                          | 93                             |
| 10                             | Sverige                        | 86                             |
| 11                             | Danmark                        | 83                             |
| =                              | Israel                         | 83                             |
| =                              | Schweiz                        | 83                             |
| 14                             | Østrig                         | 69                             |
| 15                             | Italien                        | 68                             |
| 16                             | Polen                          | 66                             |
| 17                             | Grækenland                     | 65                             |
| =                              | Luxembourg                     | 65                             |
| 19                             | Tyrkiet                        | 63                             |
| 20                             | Cypern                         | 56                             |
| 21                             | Island                         | 50                             |
| 22                             | Estland                        | 46                             |
| 23                             | Litauen                        | 44                             |
| 24                             | Jugoslavien                    | 42                             |
| =                              | Letland                        | 42                             |
| 26                             | Australien                     | 39                             |
| =                              | Slovenien                      | 39                             |
| 28                             | Monaco                         | 37                             |
| 29                             | Rusland                        | 36                             |
| 30                             | Ukraine                        | 34                             |
| 31                             | Serbien                        | 28                             |
| 32                             | Ungarn                         | 27                             |
| 33                             | Malta                          | 25                             |
| 34                             | Nordmakedonien                 | 24                             |
| =                              | Rumænien                       | 24                             |
| 36                             | San Marino                     | 23                             |
| 37                             | Bulgarien                      | 20                             |
| 38                             | Hviderusland                   | 18                             |
| 39                             | Slovakiet                      | 17                             |
| 40                             | Georgien                       | 16                             |
| 41                             | Tjekkiet                       | 15                             |
| 42                             | Armenien                       | 13                             |
| =                              | Moldova                        | 13                             |
| =                              | Montenegro                     | 13                             |
| 45                             | Kroatien                       | 11                             |
| 46                             | Bosnien-Hercegovina            | 10                             |
| 47                             | Albanien                       | 8                              |
| 48                             | Aserbajdsjan                   | 7                              |
| 49                             | Andorra                        | 1                              |
| 50                             | Marokko                        | 0                              |
| =                              | Serbien og Montenegro          | 0                              |

## Vært
| År   | By        | Scene              | Værter                            |
| ---- | --------- | ------------------ | --------------------------------- |
| 1987 | Bruxelles | Palais du Beaulieu | Lolita Morena & Jacques Descenaux |

## Kommentatorer og jurytalsmænd
| År   | Flamsk kommentator                     | Fransk kommentator                      | Jurytalsmand                  |
| ---- | -------------------------------------- | --------------------------------------- | ----------------------------- |
| 1956 | Nand Baert                             | Janine Lambotte                         | Ingen jurytalsmand            |
| 1957 | Nic Bal                                | Janine Lambotte                         | Bert Leysen                   |
| 1958 | Nic Bal                                | Arlette Vincent                         | Paule Herreman                |
| 1959 | Nic Bal                                | Paule Herreman                          | Bert Leysen                   |
| 1960 | Nic Bal                                | Georges Désir                           | Arlette Vincent               |
| 1961 | Nic Bal                                | Robert Beauvais                         | Ward Bogaert                  |
| 1962 | Willem Duys                            | Nicole Védrès                           | Arlette Vincent               |
| 1963 | Herman Verelst & Denise Maes           | Pierre Delhasse                         | Ward Bogaert                  |
| 1964 | Herman Verelst                         | Paule Herreman                          | André Hagon                   |
| 1965 | Herman Verelst                         | Paule Herreman                          | Ward Bogaert                  |
| 1966 | Herman Verelst                         | Paule Herreman                          | André Hagon                   |
| 1967 | Herman Verelst                         | Paule Herreman                          | Ward Bogaert                  |
| 1968 | Herman Verelst                         | Paule Herreman                          | André Hagon                   |
| 1969 | Herman Verelst                         | Paule Herreman                          | Ward Bogaert                  |
| 1970 | Jan Theys                              | Paule Herreman                          | André Hagon                   |
| 1971 | Herman Verelst                         | Paule Herreman                          | Ingen jurytalsmand            |
| 1972 | Herman Verelst                         | Paule Herreman                          | Ingen jurytalsmand            |
| 1973 | Herman Verelst                         | Paule Herreman                          | Ingen jurytalsmand            |
| 1974 | Herman Verelst                         | Georges Désir                           | André Hagon                   |
| 1975 | Willem Duys                            | Paule Herreman                          | Ward Bogaert                  |
| 1976 | Luc Appermont                          | Georges Désir                           | André Hagon                   |
| 1977 | Luc Appermont                          | Patrick Duhamel                         | An Ploegaerts                 |
| 1978 | Luc Appermont                          | Claude Delacroix                        | André Hagon                   |
| 1979 | Luc Appermont                          | Paule Herreman                          | An Ploegaerts                 |
| 1980 | Luc Appermont                          | Jacques Mercier                         | Jacques Olivier               |
| 1981 | Luc Appermont                          | Jacques Mercier                         | Walter De Meyere              |
| 1982 | Luc Appermont                          | Jacques Mercier                         | Jacques Olivier               |
| 1983 | Luc Appermont                          | Jacques Mercier                         | An Ploegaerts                 |
| 1984 | Luc Appermont                          | Jacques Mercier                         | Jacques Olivier               |
| 1985 | Luc Appermont                          | Jacques Mercier                         | An Ploegaerts                 |
| 1986 | Luc Appermont                          | Jacques Mercier                         | Jacques Olivier               |
| 1987 | Luc Appermont                          | Claude Delacroix                        | An Ploegaerts                 |
| 1988 | Luc Appermont                          | Pierre Collard-Bovy                     | Jacques Olivier               |
| 1989 | Luc Appermont                          | Jacques Mercier                         | An Ploegaerts                 |
| 1990 | Luc Appermont                          | Claude Delacroix                        | Jacques Olivier               |
| 1991 | André Vermeulen                        | Claude Delacroix                        | An Ploegaerts                 |
| 1992 | André Vermeulen                        | Claude Delacroix                        | Jacques Olivier               |
| 1993 | André Vermeulen                        | Claude Delacroix                        | An Ploegaerts                 |
| 1994 | André Vermeulen                        | Jean-Pierre Hautier                     | Deltog ikke                   |
| 1995 | André Vermeulen                        | Jean-Pierre Hautier                     | Marie-Françoise Renson "Soda" |
| 1996 | Michel Follet & Johan Verstreken       | Jean-Pierre Hautier & Sandra Kim        | An Ploegaerts                 |
| 1997 | André Vermeulen                        | Jean-Pierre Hautier                     | Deltog ikke                   |
| 1998 | André Vermeulen & Andrea Croonenberghs | Jean-Pierre Hautier                     | Marie-Hélène Vanderborght     |
| 1999 | André Vermeulen & Bart Peeters         | Jean-Pierre Hautier                     | Sabine De Vos                 |
| 2000 | André Vermeulen & Anja Daems           | Jean-Pierre Hautier                     | Thomas Van Hamme              |
| 2001 | André Vermeulen & Anja Daems           | Jean-Pierre Hautier                     | Deltog ikke                   |
| 2002 | André Vermeulen & Bart Peeters         | Jean-Pierre Hautier                     | Geena Lisa                    |
| 2003 | André Vermeulen & Anja Daems           | Jean-Pierre Hautier                     | Corinne Boulangier            |
| 2004 | André Vermeulen & Bart Peeters         | Jean-Pierre Hautier                     | Martine Prenen                |
| 2005 | André Vermeulen & Anja Daems           | Jean-Pierre Hautier                     | Armelle Gysen                 |
| 2006 | André Vermeulen & Bart Peeters         | Jean-Pierre Hautier                     | Yasmine (Hilde Rens)          |
| 2007 | André Vermeulen & Anja Daems           | Jean-Pierre Hautier & Jean-Louis Lahaye | Maureen Louys                 |
| 2008 | André Vermeulen & Bart Peeters         | Jean-Pierre Hautier & Jean-Louis Lahaye | Sandrine van Handenhoven      |
| 2009 | André Vermeulen & Anja Daems           | Jean-Pierre Hautier & Jean-Louis Lahaye | Maureen Louys                 |
| 2010 | André Vermeulen & Bart Peeters         | Jean-Pierre Hautier & Jean-Louis Lahaye | Katja Retsin                  |
| 2011 | André Vermeulen                        | Jean-Pierre Hautier & Jean-Louis Lahaye | Maureen Louys                 |
| 2012 | André Vermeulen                        | Jean-Pierre Hautier & Jean-Louis Lahaye | Peter van de Veire            |
| 2013 | André Vermeulen & Tom De Cock          | Maureen Louys & Jean-Louis Lahaye       | Barbara Louys                 |
| 2014 | Peter van de Veire & Eva Daeleman      | Maureen Louys & Jean-Louis Lahaye       | Angelique Vlieghe             |
| 2015 | Peter van de Veire & Eva Daeleman      | Maureen Louys & Jean-Louis Lahaye       | Walid                         |
| 2016 | Peter van de Veire                     | Maureen Louys & Jean-Louis Lahaye       | Umesh Vangaver                |
| 2017 | Peter van de Veire                     | Maureen Louys & Jean-Louis Lahaye       | Fanny Gillard                 |
| 2018 | Peter van de Veire                     | Maureen Louys & Jean-Louis Lahaye       | Danira Boukhriss Terkessidis  |
| 2019 | Peter van de Veire                     | Maureen Louys & Jean-Louis Lahaye       | David Jeanmotte               |
| 2021 | Peter van de Veire                     | Fanny Jandrain & Jean-Louis Lahaye      | Danira Boukhriss Terkessidis  |
| 2022 | Peter van de Veire                     | Maureen Louys & Jean-Louis Lahaye       | David Jeanmotte               |
| 2023 | Peter van de Veire                     | Maureen Louys & Jean-Louis Lahaye       | Bart Cannaerts                |
| 2024 | Peter van de Veire                     | Maureen Louys & Jean-Louis Lahaye       | Livia Dushkoff                |
| 2025 | Peter van de Veire                     | Maureen Louys & Jean-Louis Lahaye       | Manu van Acker                |

## Galleri
- The KMG's i Helsinki (2007)
- Ishtar i Beograd (2008)
- Red Sebastian i Basel (2025)